# Mezzo dollaro Franklin
Il mezzo dollaro Franklin è una moneta che fu coniata da alcune zecche degli Stati Uniti (P, D, S) dal 1948 al 1963. I pezzi da cinquanta centesimi di dollaro ritraggono sul dritto Benjamin Franklin, uno tra i padri fondatori, e sul rovescio la Campana della Libertà.
La direttrice della zecca di quel tempo, Nellie Tayloe Ross, ammirò lungamente la personalità di Franklin e volle ritrarlo su una moneta. Nel 1947, Ross incaricò il capo incisore della zecca, John R. Sinnock, di preparare i disegni per un mezzo dollaro di Franklin. I disegni di Sinnock si basarono sui suoi primi lavori, ma morì prima di completare il lavoro, che passò in mano a Gilroy Roberts. Al loro completamento, la zecca li sottoscrisse alla Commission of Fine Arts per un parere consultivo. La commissione, però, espresse vari dubbi riguardo all'aquila apposta alla destra della campana e pensò che la crepa, presente anche nell'originale, disegnata nel centro della Campana avrebbe potuto esporre la moneta in ridicolo. Nonostante il disprezzo della Commissione, la zecca iniziò la coniazione usando i disegni di Sinnock come modello.
Dopo il rilascio delle monete nell'aprile del 1948, la zecca ricevette accuse riguardo alla sigla "JRS", apposta da Sinnock alla base delle spalle di Franklin, che sarebbe stata un tributo al segretario del Partito Comunista Sovietico Iosif Stalin. Ciononostante, la zecca non apportò nessun cambio ai designi originali, ma si limitò a dire che le lettere JRS non erano che le iniziali dell'artista. La moneta fu quindi coniata ininterrottamente fino al 1963; l'anno successivo fu rimpiazzata dal mezzo dollaro Kennedy, emesso in onore al presidente assassinato, John F. Kennedy. Anche se la moneta è ancora in corso legale. il suo valore nominale è ampiamente superato dal suo valore storico o materiale.

## Storia
Nellie Tayloe Ross, la direttrice della zecca statunitense, ammirò lungamente Franklin e desiderò di vederlo su una moneta. Nel 1933, Sinnock disegnò una medaglia con sopra Franklin, che probabilmente diede l'idea della moneta a Ross. Franklin, durante la sua vita, si era opposto alla messa di ritratti sulle monete, sostenendo invece la messa di proverbi che facessero riflettere le persone. In un'intervista del 1948, Ross fece notare come Franklin conoscesse in realtà solo il ritratto di persone regali sulle monete, e probabilmente la sua opinione sarebbe stata diversa riguardo al ritratto di un padre fondatore. In realtà Franklin si sarebbe sconvolto maggiormente alla vista del disegno sul rovescio. A tal proposito fa notare notare il numismatico Jonathan Tepper: «Benjamin Franklin era per caso a conoscenza che sarebbe dovuto apparire su un mezzo dollaro con un'aquila? sarebbe sicuramente rimasto sconvolto. Detestò le aquile, e la tradizione numismatica accettò questa sua contrarietà, spesso ritraendolo come uno spazzino. Dato l'uomo poliedrico che fu, Franklin propose di adottare il tacchino selvaggio come animale nazionale».

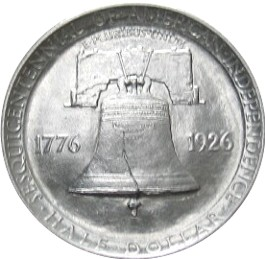
Il mezzo dollaro dei centocinquanta anni di indipendenza; il rovescio sarà alla base del disegno di Sinnock

Una legge del 1890 proibì la sostituzione del disegno di una moneta senza l'approvazione del congresso, a meno che non sia stata in commercio per almeno 25 anni (compreso l'anno di emissione). Il Walking Liberty half dollar e il Mercury dime sono stati emessi nel 1916; queste monete sarebbero potute essere rimpiazzate dal 1940 in poi. La zecca nazionale considerò l'opportunità di coniare un ritratto di Franklin sul dime dal 1941, ma il piano venne accantonato per la grande domanda di monete dovuta all'ingresso degli Stati Uniti nella seconda guerra mondiale. Durante la guerra la zecca meditò l'aggiunta di uno o più nomi alla monetazione; Sinnock iniziò i suoi primi lavori per la moneta di Franklin nel caso di un'eventuale nuova emissione (che però non si verificò). Il dime fu infatti ridisegnato nel 1946 dopo la morte di Franklin D. Roosevelt, strettamente associato alla fondazione March of Dimes. Il motivo del Walking Liberty era ormai superato per i funzionari della zecca, e l'unica altra moneta che poteva essere sostituita era il centesimo di Lincoln. Abramo Lincoln era una figura molto amata, e Ross non volle rendersi responsabile della sua rimozione dalle monete.

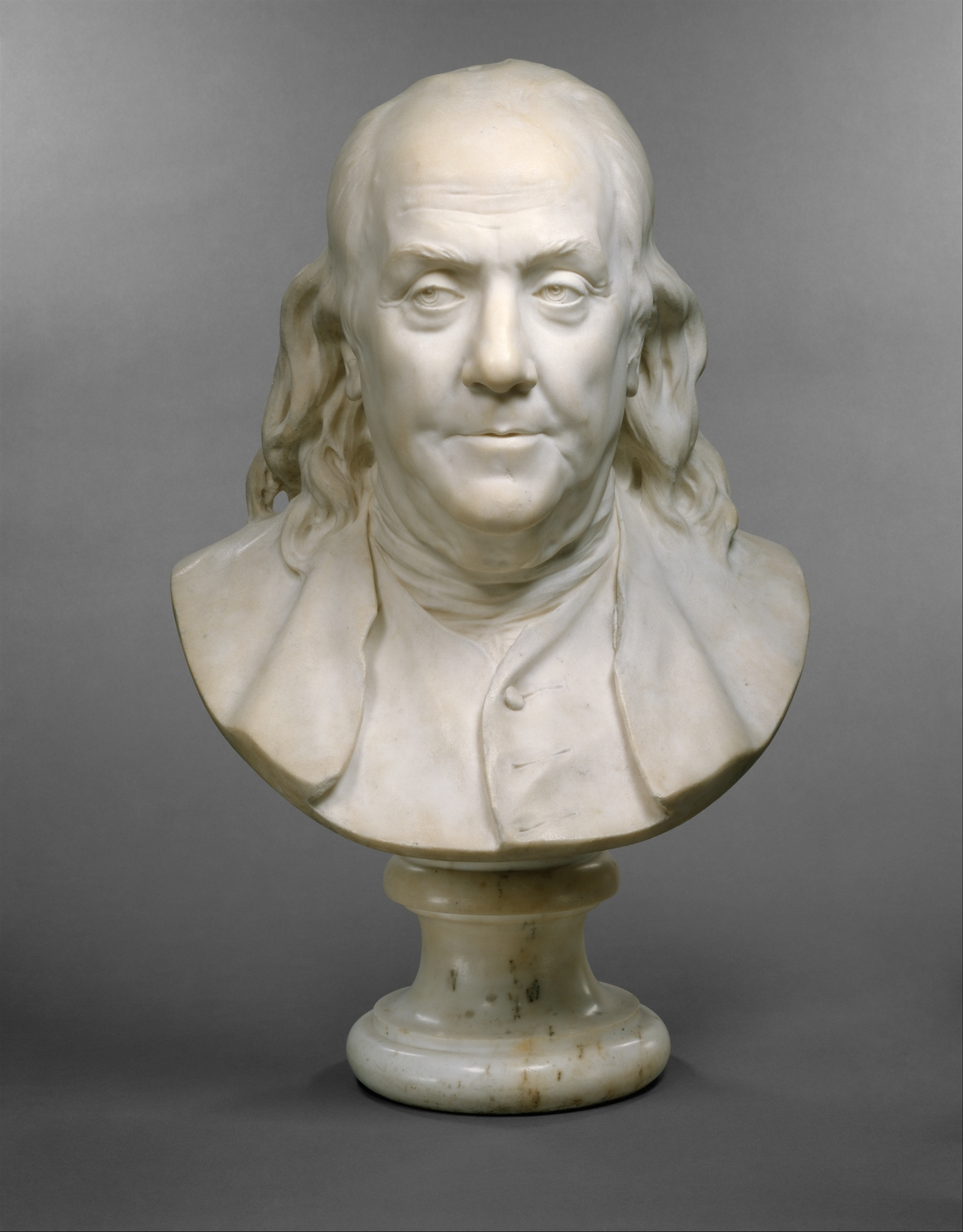
Statua di Franklin scolpita da Jean-Antoine Houdon nel 1778

Nel 1947 Ross chiese a Sinnock di produrre i disegni della moneta da mezzo dollaro con il ritratto di Franklin, adottando i primi disegni del 1941 per il dritto. L'incisore basò il dritto della moneta sul busto scolpito da Jean-Antoine Houdon e il rovescio della moneta del 1926 che commemora i centocinquanta anni di indipendenza. Secondo Don Taxay, scrittore numismatico, il disegno della Campana della Libertà fu basato su uno schizzo di John Frederick Lewis. Sinnock morì nel maggio del 1947, prima di terminare il rovescio che fu completato da Gilroy Roberts. In modo simile al lavoro di Sinnock per il dime di Roosevelt, il ritratto è disegnato con linee semplici, con Franklin che pare indossare un abito completo. La piccola aquila sul rovescio fu un'aggiunta successiva, quando i funzionari della zecca si accorsero che il conio del 1873 richiedeva di essere visualizzato su una moneta di maggior valore rispetto al dime.
La zecca ricevette commenti dalla Commission of Fine Arts; Taxay ipotizza che fu portata una copia in gesso del modello della moneta. Il 1º dicembre 1941, il presidente della commissione Gilmore David Clarke scrisse a Ross che non c'erano obiezioni riguardo al dritto, in cui avevano riconosciuto il gran lavoro di Sinnock. Per il rovescio:
The Commission disapprove the designs.»
La Commissione disapprova i disegni.»
(in Taxay 1983, pp. 376-377.)
La Commissione si offrì per sorvegliare la riprogettazione dei disegni, ma il Dipartimento del Tesoro ricusò l'offerta e coniò la moneta senza apportare cambiamenti con l'approvazione di John Wesley Snyder. Più tardi il numismatico Paul Green noterà: «Negli anni probabilmente le "dichiarazioni sprezzanti" sarebbe anche aumentate, se si fosse tentato di ritrarre la campana senza la crepa».

## Distribuzione
| Anno | Zecca di Philadelphia  | Zecca di Denver | Zecca di San Francisco |
| ---- | ---------------------- | --------------- | ---------------------- |
| 1948 | 3 006 814              | 4 028 500       |                        |
| 1949 | 5 614 000              | 4 120 500       | 3 744 000              |
| 1950 | 7 793 509 (51 386)     | 8 031 600       |                        |
| 1951 | 16 859 602 (57 500)    | 9 475 200       | 13 696 000             |
| 1952 | 21 274 073 (81 980)    | 25 395 600      | 5 526 000              |
| 1953 | 2 796 820 (128 800)    | 20 900 400      | 4 148 000              |
| 1954 | 13 421 502 (233 300)   | 25 445 580      | 4 993 400              |
| 1955 | 2 876 381 (378 200)    |                 |                        |
| 1956 | 4 701 384 (669 384)    |                 |                        |
| 1957 | 6 361 952 (1 247 952)  | 19 966 850      |                        |
| 1958 | 4 917 652 (875 652)    | 23 962 412      |                        |
| 1959 | 7 349 291 (1 149 291)  | 13 053 750      |                        |
| 1960 | 7 715 602 (1 691 602)  | 18 215 812      |                        |
| 1961 | 11 318 244 (3 028 244) | 20 276 442      |                        |
| 1962 | 12 932 019 (3,218,019) | 35 473 281      |                        |
| 1963 | 25 239 645 (3 075 645) | 67 069 292      |                        |

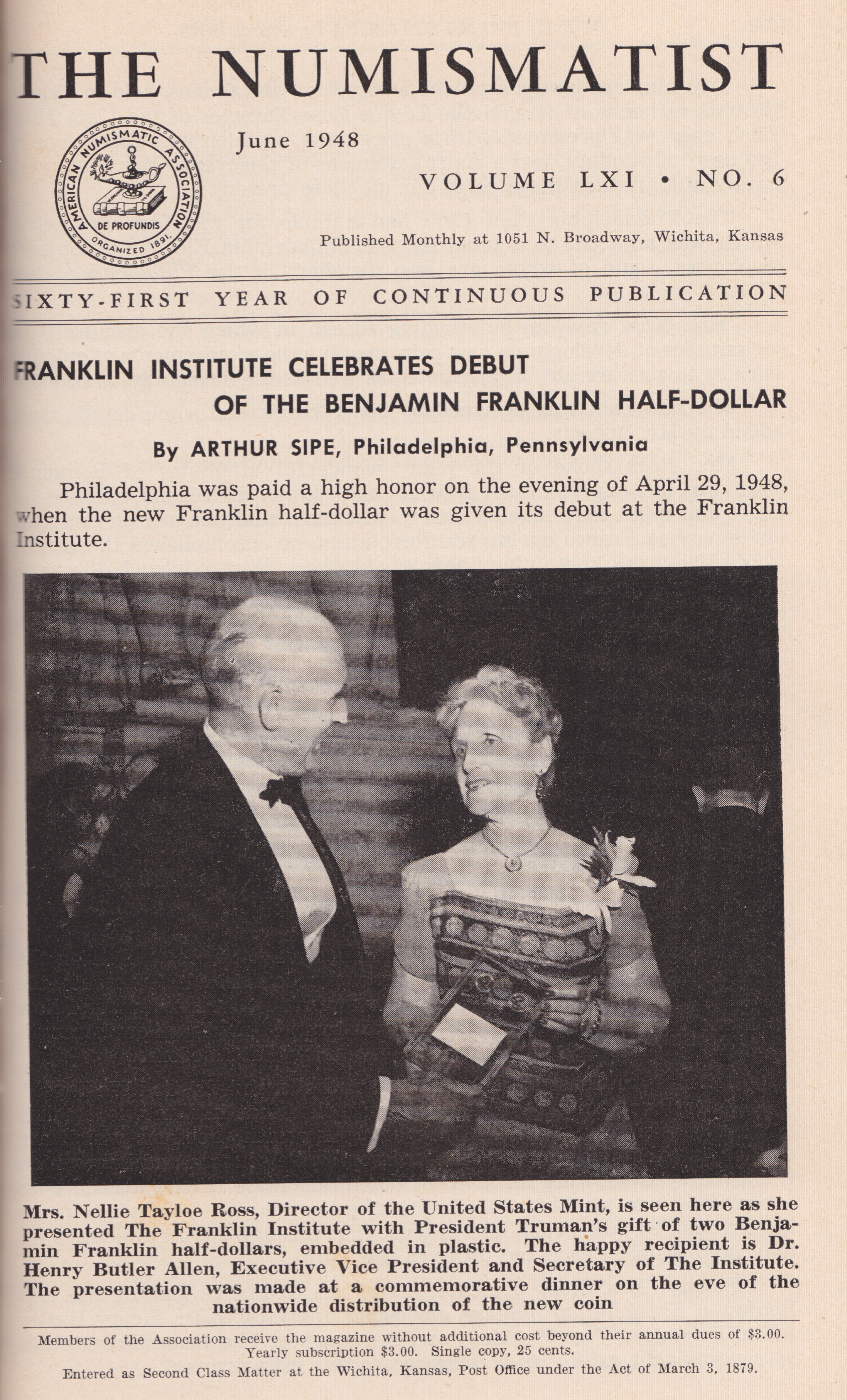
Il rilascio del mezzo dollaro Franklin fu nelle prime pagine di ogni giornale numismatico nel mondo, come in questa edizione del The Numismatist del giugno 1948

Nota: Le cifre tra parentesi rappresentano il numero di set di prova, che sono comunque incluse nel totale.